# Хохотуй
Хохоту́й (рос. Хохотуй) — село у складі Петровськ-Забайкальського району Забайкальського краю, Росія. Адміністративний центр та єдиний населений пункт Хохотуйське сільського поселення.

## Населення
Населення — 1590 осіб (2010; 1846 у 2002).
Національний склад (станом на 2002 рік):
- росіяни — 99 %